# Huta (przystanek kolejowy na Białorusi)
Huta (biał. Гута, ros. Гута) – przystanek kolejowy w miejscowości Huta, w rejonie postawskim, w obwodzie witebskim, na Białorusi. Położony jest na linii Woropajewo - Druja.